# Farmington Daily Times
 El Farmington Daily Times es un diario en Farmington, Nuevo México. Antes de finales de 1800, inicialmente se conocía como el San Juan Times. Farmington Daily Times ganó la Asociación de Prensa de Nuevo México E.H. Premio Shaffer a la excelencia general dos años seguidos en 2017 y 2018.

## Historia
Farmington Daily Times, propiedad de Gannett Co., Inc. Gannett adquirió Farmington Daily Times en 2015 de Digital First Media. El periódico se remonta a finales de 1800 e inicialmente se conocía como San Juan Times, más tarde, a principios de 1900, el nombre cambió a Farmington Times. Más tarde se conoció como Farmington Times-Hustler tras la fusión en 1903 de Farmington Hustler y Farmington Times. El Farmington Daily Times ganó el Premio de Perspectiva Internacional de la Asociación de Editores Gerentes de Associated Press en 2011 por su cobertura del acceso de banda ancha en la Nación Navajo.